# Ahl El Ksar
Ahl El Ksar (în arabă أھل القصر) este o comună din provincia Bouira, Algeria.
Populația comunei este de 13.354 de locuitori (2008).